# Georges Méautis
Georges Méautis, né le 24 octobre 1890 à Montreux et mort le 7 juin 1970 à Neuchâtel, est un helléniste et professeur d'université suisse. Liliane Jequier, qu'il avait épousée en 1931, était artiste peintre et a fait de lui plusieurs portraits.

## Biographie
Après avoir étudié aux universités de Lausanne, Neuchâtel, Munich, Paris et Bâle, il obtint son doctorat en 1918 à l'université de Neuchâtel.
Il fut de 1930 à 1961 professeur de langue et de littérature grecque à l'université de Neuchâtel, dont il fut doyen  de 1930 à 1935 et recteur de 1939 à 1941, succédant à Maurice Neeser.
Il écrivit de nombreux ouvrages consacrés à l'antiquité classique et à la littérature hellénique dont plusieurs furent honorés d'un prix de l'Académie française.
Il a été membre de la Société théosophique, président de la "Société Suisse de Théosophie", et il a fréquemment contribué avec des articles à la revue de la Société théosophique de France Le Lotus Bleu, le plus souvent sous son nom, mais parfois aussi sous le pseudonyme de “Paul Bertrand”, avec lequel il a signé une brochure critique, parue en 1922 à Paris, de l'ouvrage de René Guénon Le Théosophisme, histoire d'une pseudo-religion. 
Il était un adepte du pythagorisme dont il fit l'exposé dans son livre Recherches sur le Pythagorisme.
C'est Georges Méautis qui fit inciser dans le granit du rocher de l'Ermitage, au-dessus de Neuchâtel, les préceptes de la sagesse hellénique qui étaient sa devise : ΕΠΟΥ ΘΕΩΙ. ΓΝΩΘΙ ΣΑΥΤΟΝ. ΜΗΔΕΝ ΑΓΑΝ.

## Distinctions
- Docteur honoris causa de l'Université d'Athènes (1928)
- Prix de la langue-française de l’Académie française (1933)
- Prix Langlois de l’Académie française (1936)
- Prix Charles-Blanc de l’Académie française (1940)
- Prix Schiller (1950)
- Membre correspondant de l'Institut de France (1952)
- Prix de la langue-française de l’Académie française (1956)

## Principaux ouvrages
(Une bibliographie complète de ses écrits se trouve aux pp. 83 - 104 de : D. Koepfler, Mnêma pour Georges Méautis, 1890-1970 à l'occasion du centenaire de sa naissance, 1991) 
- Recherches sur le Pythagorisme, Neuchâtel, Secrétariat de la Faculté, 1922
- Aspects ignorés de la religion grecque, Paris, De Boccard, 1925
- L'aristocratie athénienne, Paris, Les Belles Lettres, 1927
- Bronzes antiques du canton de Neuchâtel, Neuchâtel, Secrétariat de l'Université, 1928
- L'âme hellénique d'après les vases grecs, Paris, L'Artisan du Livre, 1932 (ouvrage couronné par l'Académie française)
- Maternité, Lausanne, Payot, 1932
- Les Mystères d'Éleusis, Neuchâtel, La Baconnière, 1934 (ouvrage a été distingué par l'attribution de la Médaille de l'Association pour l'encouragement des Etudes grecques en France)
- Eschyle et la Trilogie, Paris, Grasset, 1936
- Les chefs-d'œuvre de la peinture grecque, Paris, Albin Michel, 1939 (prix Charles Blanc de l’Académie française en 1940)
- L'Œdipe à Colone et le culte des héros, Neuchâtel, Secrétariat de l'Université, 1940
- Nicolas de Flüe, Neuchâtel, La Baconnière, 1940
- Pèlerinages en Grèce, Genève, Éditions du Milieu du Monde, 1942
- Mythes inconnus de la Grèce antique, Paris, Albin Michel, 1944
- Dante, L'Antépurgatoire. Essai d'une explication, Genève, Perret-Gentil, 1944
- Platon vivant, Paris, Albin Michel, 1950
- L'éternel Coriolan. Cimon. Vettore Pisani. Bubenberg, Paris, Les Belles-Lettres, 1952
- Le crépuscule d'Athènes et Ménandre, Paris, Hachette, 1954
- Contes neuchâtelois, Neuchâtel, Messeiller, 1955
- Sophocle. Essai sur le héros tragique, Paris, Albin Michel, 1957
- Les dieux de la Grèce et les Mystères d'Éleusis, Paris, Presses Universitaires de France, 1959
- Mythologie grecque, Neuchâtel, La Baconnière, 1959
- Les pèlerinages de l'âme, Paris, Adyar, 1959
- L'authenticité et la date du Prométhée enchaîné d'Eschyle, Genève, Librairie Droz, 1960
- Pindare le Dorien, Neuchâtel, La Baconnière 1962
- Dante, L'Antepurgatoire. Essai d'une interprétation, Paris Albin Michel, 1963
- Thucydide et l'impérialisme athénien, Neuchâtel, La Baconnière - Paris, Albin Michel, 1964